# Brit Awards
O BRIT Awards (geralmente chamado simplesmente de The BRITs) são os prêmios anuais de música popular da British Phonographic Industry. O nome era originalmente uma forma abreviada de "British", "Britain" ou "Britannia" (no início, os prêmios eram patrocinados pela Britannia Music Club), mas posteriormente tornou-se um acrônimo do British Record Industry Trusts Show. Além disso, uma cerimônia de premiação equivalente para a música clássica, chamada Classic Brit Awards, acontece no mês de maio. Robbie Williams detém o recorde de mais BRIT Awards, 13 como artista solo e outros cinco como parte do grupo Take That.
Os prêmios foram realizados pela primeira vez em 1977 e se originaram como um evento anual em 1982, sob os auspícios da associação comercial da British Phonographic Industry, o BPI. Em 1989, foi renomeado como The BRIT Awards. A MasterCard tem sido o patrocinador de longa data do evento.

## Os maiores vencedores no BRIT Awards de cada ano
- 1977 - Beatles (3 prêmios)
- 1983 - Paul McCartney (2 prêmios)
- 1984 - Culture Club (2 prêmios)
- 1985 - Prince (2 prêmios)
- 1986 - Eurythmics, Dire Straits (2 prêmios)
- 1987 - Peter Gabriel (2 prêmios)
- 1989 - Phil Collins, Michael Jackson, Fairground Attraction e Tracy Chapman (2 prêmios)
- 1990 - Neneh Cherry, Phil Collins e Fine Young Cannibals (2 prêmios)
- 1991 - Houve apenas um vencedor por categoria
- 1992 - Seal (3 prêmios)
- 1993 - Annie Lennox e Simply Red (2 prêmios)
- 1994 - Björk, Take That e Stereo MCs (2 prêmios)
- 1995 - Blur (4 prêmios)
- 1996 - Oasis (3 prêmios)
- 1997 - Spice Girls e Manic Street Preachers (2 prêmios)
- 1998 - The Verve (3 prêmios)
- 1999 - Robbie Williams (3 prêmios)
- 2000 - Macy Gray, Travis e Robbie Williams (2 prêmios)
- 2001 - Robbie Williams (3 prêmios)
- 2002 - Dido e Kylie Minogue (2 prêmios)
- 2003 - Coldplay e Ms. Dynamite (2 prêmios)
- 2004 - The Darkness (3 prêmios)
- 2005 - Scissor Sisters (3 prêmios)
- 2006 - Kaiser Chiefs (3 prêmios)
- 2007 - Arctic Monkeys e The Killers (2 prêmios)
- 2008 - Arctic Monkeys, Foo Fighters e Take That  (2 prêmios)
- 2009 - Duffy (3 prêmios)
- 2010 - Lady Gaga (3 prêmios)
- 2011 - Arcade Fire e Tinie Tempah (2 prêmios)
- 2012 - Adele e Ed Sheeran (2 prêmios)
- 2013 - Emeli Sandé e Ben Howard (2 prêmios)
- 2014 - One Direction e Arctic Monkeys (2 prêmios)
- 2015 - Ed Sheeran e Sam Smith (2 prêmios)
- 2016 - Adele (4 prêmios)
- 2017 - David Bowie e Rag'n'Bone Man (2 prêmios)
- 2018 - Dua Lipa e Stormzy (2 prêmios)
- 2019 - The 1975 e Calvin Harris (2 prêmios)
- 2020 - Lewis Capaldi (2 prêmios)
- 2021 - Dua Lipa (2 prêmios)
- 2022 - Adele (4 prêmios)
- 2023 - Harry Styles (4 prêmios)
- 2024 - Raye (6 prêmios)

## Edições
A primeira cerimônia de premiação ocorreu em 1977, como "The BRITish Record Industry BRITannia Awards", para marcar o Jubileu de Prata da Rainha, e foi transmitida pela Thames Television. Desde 1982, há uma cerimônia anual.
O BPI Awards de 1988 foi a primeira cerimônia a ser transmitida ao vivo pela televisão. A BBC havia anteriormente transmitido a cerimônia em 1985, com as cerimônias de 1982 a 1984 não transmitidas pela televisão. A BBC continuou a transmitir a premiação, renomeada como BRIT Awards, ao vivo em 1989, e pré-gravada de 1990 a 1992. A ITV transmite a premiação desde 1993, pré-gravada até 2006, e ao vivo de 2007 em diante. A BBC Radio 1 fornece cobertura de rádio nos bastidores desde 2008.
Desde 2014, a ITV exibe um programa especial, em janeiro, chamado The BRITs Are Coming, que revela alguns dos artistas que foram indicados à premiação daquele ano. O primeiro apresentador foi Nick Grimshaw, seguido por Reggie Yates (2015), e Laura Whitmore em 2016. Emma Willis apresentou o programa em 2017 e novamente em 2018, o qual fora transmitido ao vivo pela primeira vez. Clara Amfo apresentou o programa especial de 2019. Alice Levine apresentou o programa de 2020.